# Fletamento por viaje
El fletamento por viaje (en inglés voyage charter) es un tipo de contrato de transporte de mercancías por vía marítima. En este fletamento una parte, el «fletante» o naviero, pone a disposición de otra, el «fletador», la totalidad de la capacidad de carga de un buque para un determinado viaje, a cambio de un precio denominado «flete». El naviero fletante se compromete con el fletador a situar el buque en el puerto de carga, listo para el embarque de la mercancía y a realizar el viaje que le lleve al puerto de descarga.
El fletante conserva la gestión náutica y comercial de la nave, mientras que el fletador conserva la capacidad de carga, que puede utilizar bien para cargar sus propias mercancías, bien para subcontratar con terceros cargadores determinadas parcelas de carga, lucrándose con la diferencia de flete. Este contrato se utiliza principalmente para transporte de mercancías a granel.

## Elementos reales del fletamento por viaje
- El buque
- La mercancía
- El viaje (algunas pólizas de fletamento se utilizan para varios viajes necesarios para transportar gran cantidad de mercancía)

## Elementos formales del fletamento por viaje
- Póliza de fletamento (en inglés, charter party)

Una póliza muy utilizada para este tipo de fletamento es la llamada GENCON.